# Île Ifo
Île Ifo är en ö i Antarktis. Den ligger i Östantarktis. Frankrike gör anspråk på området. Toppen på Île Ifo är 21 meter över havet.
Terrängen runt Ifo är kuperad åt sydväst, men åt nordväst är den platt. Havet är nära Ifo åt nordost. Trakten är glest befolkad. Närmaste befolkade plats är Dumont d'Urville Station, 12,2 kilometer öster om Ifo.